# 阪神工業地帶

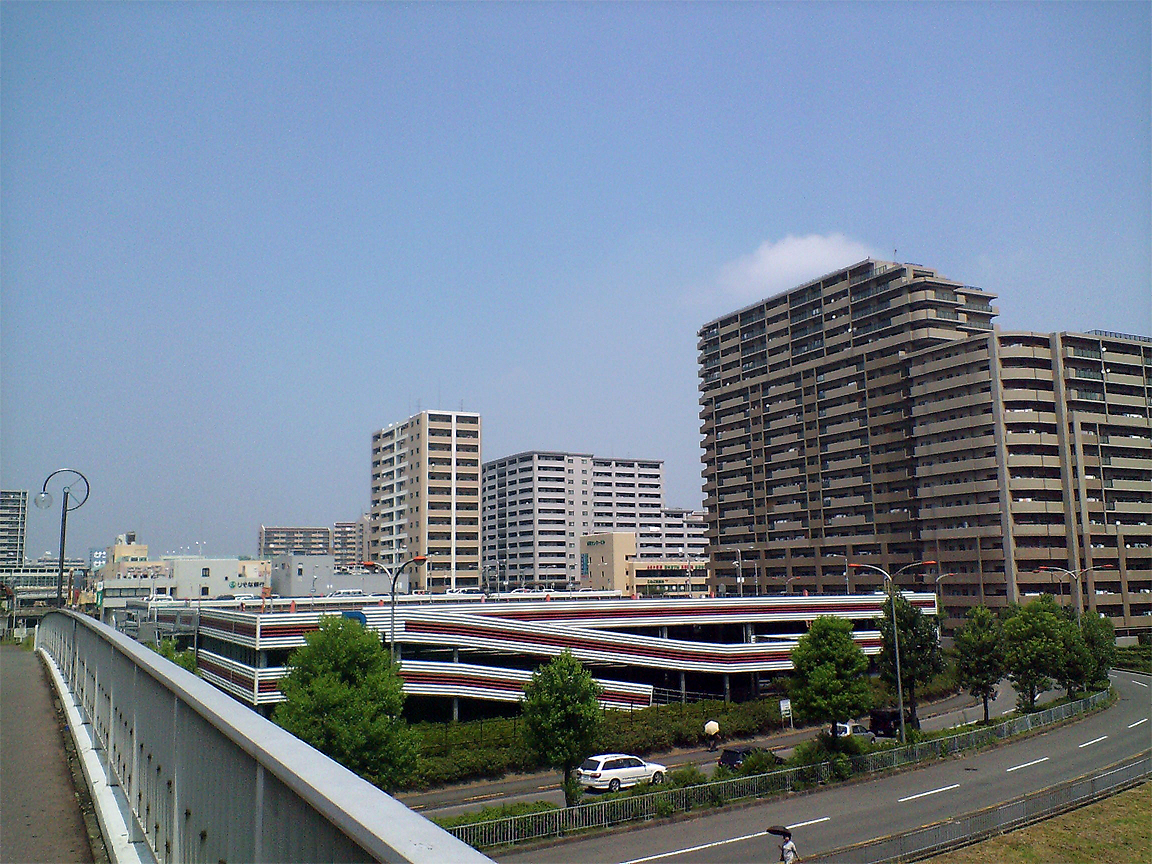
堺市的製造業區

阪神工業地帶（日语：／ Hanshin Kōgyō chitai）是以大阪府、兵庫縣為中心的一個工業區。其制造品出貨額為全日本第二。主要產業包括了鋼鐵業、石油化學業、機械工業、紡織業等。
- 大阪府
  - 製造業產值：17兆9615億日圓
  - 附加價值：6兆3999億日圓
  - 公司數（員工4人以上）：23,553間
  - 員工數：53万2460人
- 兵庫縣
  - 製造業產值：15兆7846億日圓
  - 附加價值：5兆2726億日圓
  - 公司數（員工4人以上）：10,871間
  - 員工數：38万3164人

## 相關事項
- 中京工業地帶